# ティーツー出版
株式会社ティーツー出版（ティーツーしゅっぱん、T2 PUBLISHING CO.,LTD.）は、かつて東京都中野区本町に存在していた出版社。『T2出版』と表記されることもある。

## 概要
1990年代前半、高橋恭によって設立。詳細な会社概要は不明であり、現在は閉鎖となっている公式サイトにも記載されていなかった。
主にゲーム攻略本や携帯電話に関する書籍を出版していたが、エッセイ、漫画、文庫本なども出版していた。看板誌は1998年に創刊された『げーむじん』で、1999年には『げーむじんPARTNER』に改名し、刊行されていた。前述の閉鎖されている公式サイトでも、この雑誌が中心となっていた。
2001年4月頃、民事再生法の適用申請により、倒産。同時に、『げーむじんPARTNER』も休刊となった。

## 出版物

### 雑誌
- げーむじん（後に『げーむじんPARTNER』に改名）
- チョコバナナ
- ゲームボーイアドバンスマガジン

### 書籍
- ティーツー出版の攻略ガイドブック（SFC、GB、PS、SS、N64、アーケード作品）
- 文庫
- 漫画

## 所属していた人物
- 木村晃
- 池山一二
- やまざき拓
- 廣木克哉
- 大塚訓章
- 唐木泰爾
- 小澤麻希